# Минимально манипулированные клетки
Минимально манипулированные клетки — предназначенные для трансплантации человеку клетки, полученные из биологического материала[какого?] без изменения их биологических характеристик, предназначенные для выполнения присущих им функций в организме, которые получены из биологического материала[какого?] в результате его измельчения, гомогенизации, энзиматической обработки, удаления нежелательных компонентов, селективного отбора клеток, и их обработки с целью удаления консервирующих агентов.
Регулирование применения минимально манипулированных клеток в России не предусматривает их комбинирование с иными субстанциями, за исключением воды, кристаллоидов, стерилизующих, консервирующих и пресервирующих агентов, не влияющих существенно на безопасность. Аутологичные и аллогенные минимально манипулированные продукты разрешены в медицинской практике без государственной регистрации в Южной Корее и Сингапуре, а в США и Канаде - только аутологичные.
Минимально манипулированные клетки могут быть получены путём механической или ферментативной обработки биологических тканей, либо сепарации клеточных суспензий.